# فارنهام، دورست
فارنهام (به انگلیسی: Farnham) یک روستا و محله مدنی در بریتانیا است که در North Dorset واقع شده‌است. فارنهام ۱۸۳ نفر جمعیت دارد.